# Dansk Softball Forbund
Dansk Softball Forbund (DSoF) er et specialforbund under Danmarks Idræts-Forbund (DIF) for softballspillende foreninger.
Forbundet er stiftet den i 1978 og blev optaget i DIF i 1987. Forbundet er desuden medlem af European Softball Federation (ESF)og World Baseball Softball Conference (WBSC).
Medlemstallet i klubberne under DSoF blev i 2011 opgjort til 1.052 .
De officielle danmarksmesterskaber for seniorer afvikles af DSoF i hhv. dame- og herrerækken.

## Danmarksmesterskaber
Der er blevet afholdt danmarksmesterskaber for både herrer siden 1980 og for damer siden 1981. 
Den mest vindende klub er Hørsholm Baseball Softball Klub, som p.t. (2014) har vundet 18 DM for damehold og 15 for herrehold.

## Internationale mesterskaber mv.
Softball for kvinder har været på det olympiske program i perioden 1996 til 2008. Det første verdensmesterskab for kvinder under det internationale softball forbund (ISF) blev afholdt i 1965. Et år senere kom det første VM for herrer. Det første europamesterskab for kvinder blev afviklet i 1979, mens herrerne fik deres første mesterskab i 1993.
Danmarks bedste internationale resultat er, da herrelandsholdet i 2010 vandt Europa Mesterskabet. Dertil kommer 8 sølvmedaljer og 2 bronzemedaljer ved EM. Herrelandsholdet har endvidere deltaget ved VM 4 gange med en 11. plads i 2009 som bedste placering. Damelandsholdets bedste placering ved EM er en 4. plads i både 1992 og 1997. Damelandsholdet har deltaget en enkelt gang ved VM i 1998, hvor holdet sluttede på en delt sidsteplads.
Danske klubhold har flere gange vundet de europæiske klubturneringer i herrerækken.